# La Margineda
La Margineda es una localidad de Andorra situada en la parroquia de Andorra la Vieja. Cuenta con un puente románico del siglo XII bien preservado; con sus 33 metros de luz y 9,2 de altura es el mayor puente de su tipo en el principado.